# そうご電器
そうご電器株式会社（そうごでんき、英: SOGO DENKI CO.,LTD.）は、かつて存在した日本の家電量販店チェーンで、株式会社ゲオイエスの2002年9月までの商号。

## 概要

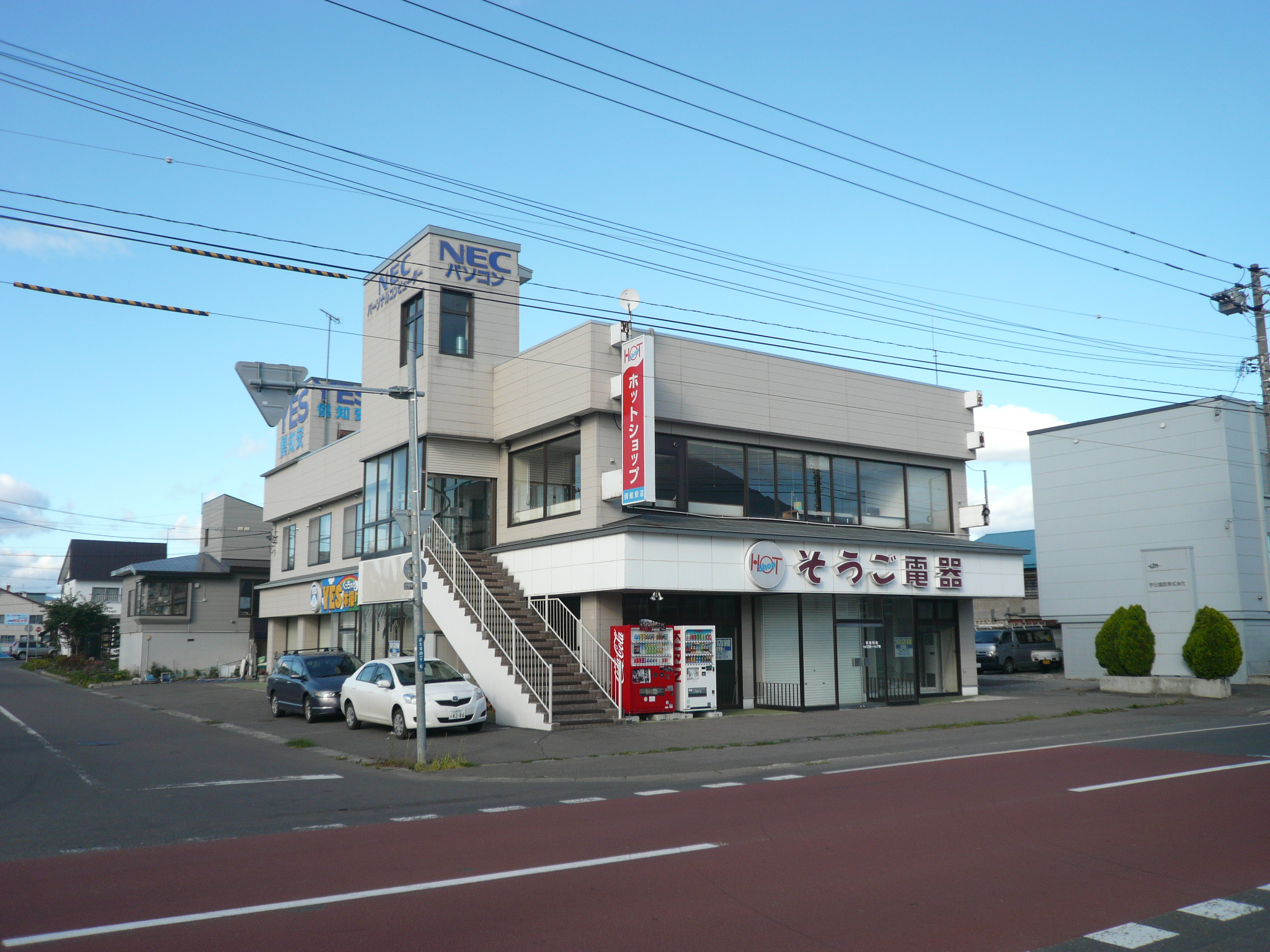
旧そうご電器FC倶知安店（2013年9月）

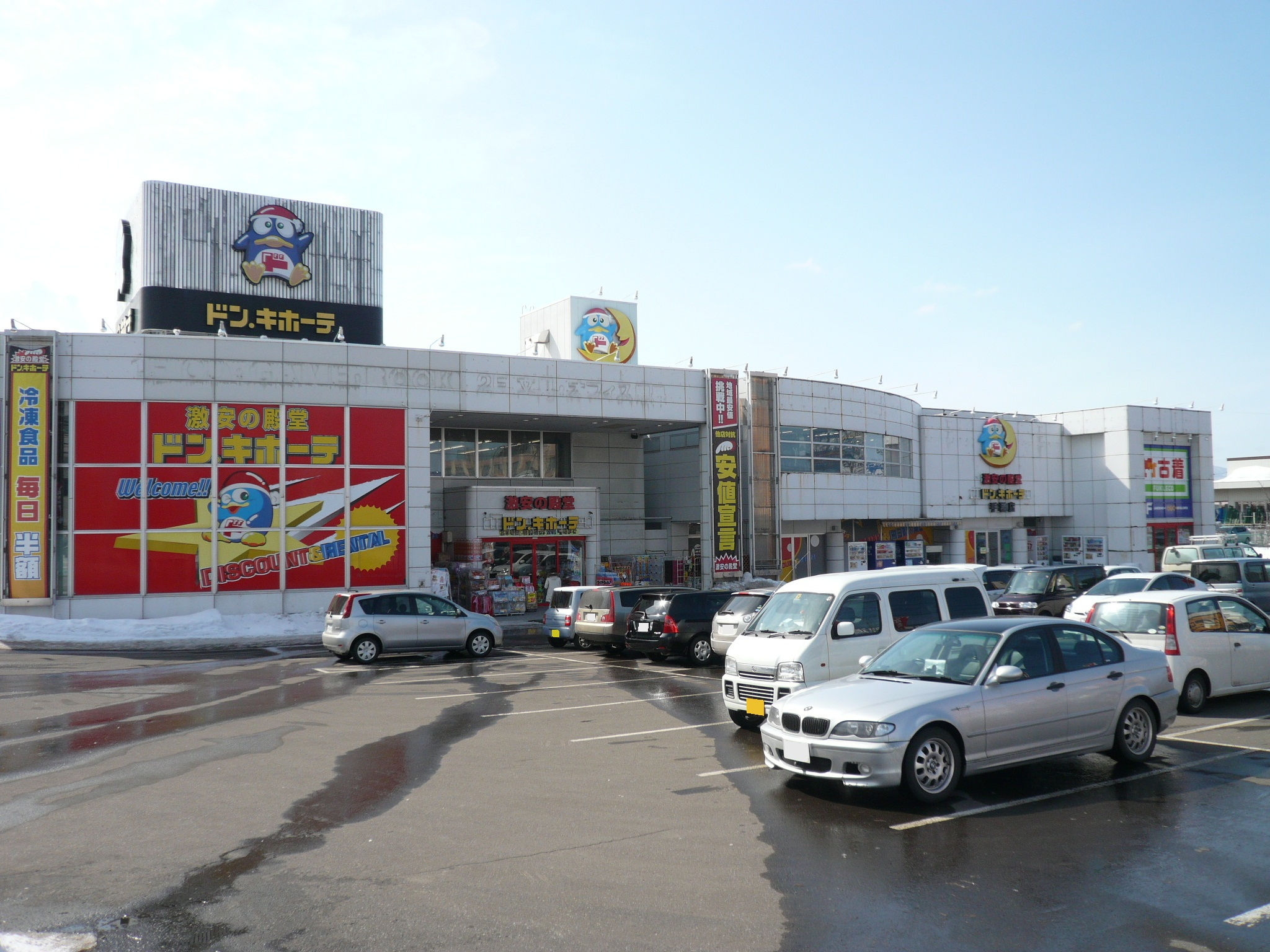
旧YES手稲店（2012年3月）

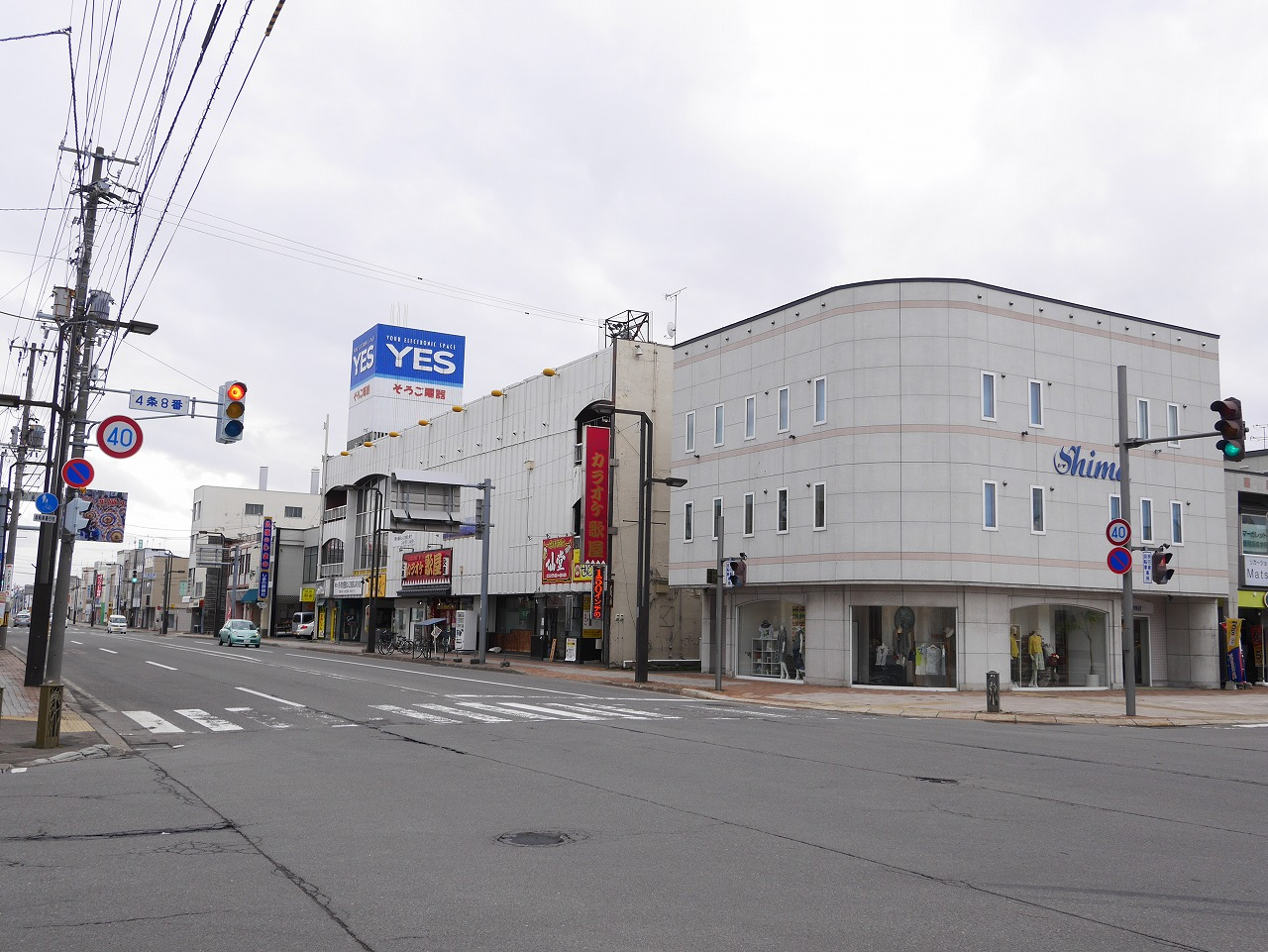
そうご電器FC深川店（2016年5月）

### 創業から家電量販店へ
1948年（昭和23年）9月29日に資本金100万円で北海道相互興産株式会社として、逓信局小樽郵便局に勤務していた沖田勇らにより設立。
当初は家電製品は取り扱わず、衣料品や食料品を販売していた。その後1954年には官公庁職員を対象として通信販売を開始し、三洋電機の代理店として洗濯機の取扱を始めたことで、家電量販店への礎を築いた。
1968年（昭和43年）にそうご電器株式会社に商号を変更。そうご電器の「そうご」は旧社名・北海道相互興産の「相互」を由来としている。1976年（昭和51年）には英語表記の頭文字となる「S」をモチーフとしたシンボルマークを制定、上部に太陽や社員の燃える決意を示す赤・下部に北海道の自然や共に歩む願いを示す緑を配し大きな一つの円形とし人や来店客との和により成り立つ形を表現した。同年には札幌証券取引所に株式上場。フランチャイズシステム体制を確立することによって、1983年には道内はもとより東北や関東にも出店し、計110店を超える店舗を展開していた。
北海道から東海地方の静岡県まで「そうご電器」「YES（『Your Electronic Space』の略）」ブランドで展開し、ピーク時の1987年（昭和62年）には売り上げが約632億6600万円に達した。

### 経営破綻
しかし、1989年（平成元年）10月に小島電機（現・コジマ）が北海道に進出したのを皮切りに、デンコードー、ベスト電器、100満ボルト、ヤマダ電機、ヨドバシカメラ、ビックカメラなど、道外の量販店が続々と北海道に進出するようになると価格競争に追いつかなくなり、さらに北海道拓殖銀行（拓銀）破綻後の北海道経済の長期低迷などで経営状態が悪化。2001年（平成13年）5月には創業一族出身の沖田積社長が業績低迷をうけて引責辞任し、その後も人員削減や不採算店舗の閉鎖など引き続きリストラを進めたが、2002年（平成14年）2月12日に民事再生手続きを申請し、経営破綻した。
その経営破綻直前の2001年（平成13年）10月には、同じく経営状態が悪化していた第一家庭電器と共に、ドン・キホーテと業務提携を結んだが、ドン・キホーテからは具体的な支援策が提示されることは無かった。なお、第一家庭電器もそうご電器の後を追うように2002年（平成14年）4月16日に経営破綻したが、同社の店舗特有の悪条件等が重なり、そうご電器のような業態転換による再建は果たせなかった。

### ゲオグループ入り、グループ再編で消滅へ
経営破綻後、ビデオレンタルのゲオが経営再建し、2002年（平成14年）10月にそうご電器株式会社を子会社化し、商号を株式会社ゲオイエスと社名を変更。
YES旭川店（旧まるせんデパート）を始め、直営店の多くはゲオもしくは同社系列企業（ゲオディノス等）、またはそうご電器の新形態だったリサイクルショップのOki-Doki（順次Doki-Dokiに改称、現在はセカンドストリート傘下）に業態変更し、家電販売から撤退した。但し、それらの店舗はそうご電器の携帯電話販売部門（旧イエスコミュニケーションズ）をゲオコミュニケーションズとして運営したり、かつてそうご電器のミュージックショップだったA・MUSEを併設している店舗もある。
一部のFC店はヤマダデンキグループ（ベスト電器やコスモスベリーズなど）やケーズデンキなどと新たに契約を結び、家電販売を継続した。
そうご電器で購入した家電品の修理やYES長期ワイド保証などのサポート業務は、アールエス・ネットサービスが引き継いだ。
2010年（平成22年）10月1日、ゲオが各地の地域子会社を吸収合併したことにより、ゲオイエスの法人格が消滅。名実共に、北海道相互興産以来62年続いた歴史に幕を閉じた。

## 店舗

### 破綻後の店舗
そうご電器破綻後、YES札幌本店（札幌市中央区）、YES手稲店（札幌市手稲区）、YES平岡店（札幌市清田区）といった店舗建物のキーテナントはドン・キホーテに取って代わった。
そうご電器破綻後にFC深川店（深川市）を運営していた会社が事業を清算したため、2017年（平成29年）現在は看板だけが残されている。
その後そうご電器の名称を残し営業している北海道内の唯一の店舗としてFCの倶知安そうご電器（虻田郡倶知安町）が存在したが、2011年10月20日を最後に閉店。建物のYES倶知安の看板は残り、現在はYESの名を使った体操クラブとデイサービスカラダラボが営業している。
青森市の東バイパスにも進出していた（現在の店舗は、ブックオフである）。
福島県福島市御山の店舗建物は、信夫プラザとなっている。
岩手県盛岡市の店舗建物では、株式会社イエス・ネットワーク（資本・人材・歴史を含め一切無関係）がYESの名を使いパソコン教室を展開している。